# Guy Delhasse
Guy Delhasse (ur. 19 lutego 1933, zm. 27 stycznia 2025 w Liège) – belgijski piłkarz grający na pozycji bramkarza. Był reprezentantem Belgii.

## Kariera klubowa
Swoją karierę piłkarską Delhasse rozpoczął w klubie RFC Liège, w którym w sezonie 1952/1953 zadebiutował w pierwszej lidze belgijskiej i grał w nim do 1967 roku. W debiutanckim sezonie wywalczył z nim mistrzostwo Belgii, a w sezonie 1960/1961 wicemistrzostwo tego kraju. W latach 1967–1969 był zawodnikiem Beringen FC, w którym zakończył karierę.

## Kariera reprezentacyjna
W reprezentacji Belgii Delhasse zadebiutował 8 marca 1961 w przegranym 0:1 towarzyskim meczu z RFN, rozegranym we Frankfurcie nad Menem. W swojej karierze grał w eliminacjach do MŚ 1962 i do MŚ 1966. Od 1961 do 1965 rozegrał w kadrze narodowej 7 meczów.